# Maszuk
Maszuk - izolowana góra w bezpośredniej bliskości od miasta Piatigorska, na Północnym Kaukazie.

## Opis
Maszuk jest górą wulkanicznego pochodzenia (lakolit) o wysokości 993 m. Większa część zboczy pokryta jest drzewami liściastymi.
Na samym szczycie położona jest wieża radiowo-telewizyjna, węzeł radioprzekaźnikowy i plac obserwacyjny. Długość pieszej trasy na górę Maszuk to 4 kilometry (w jedną stronę, do szczytu). Prowadzi tam też droga samochodowa o długości 10 km.

## Imprezy sportowe
Po Maszuku przechodzi 3,5-kilometrowa góska trasa. Każdego roku odbywają się tu mistrzostwa Rosji we freeridzie i downhillu.